# Mathias Weske
Mathias Weske (geboren in 1963) is een Duits informaticus. Weske is Professor of Business Process Technology aan de Universiteit van Potsdam. Hij staat bekend om zijn bijdragen aan het vakgebied gerelateerd aan business process management.
In 1993 behaalde Weske zijn doctortitel aan de Universiteit Koblenz-Landau. In 2000 haalde hij zijn habilitatie aan de Universiteit van Münster. Van 2000 tot 2001 was hij professor aan de Technische Universiteit Eindhoven. Hierna is Weske gaan werken als Professor of Computer Science in Potsdam.

## Publicaties
Weske is auteur en co-auteur van verscheidene academische publicaties in de business process management en informatica vakgebieden. Een selectie van boeken en artikelen:
- Van der Aalst, Wil, Arthur ter Hofstede en Mathias Weske. Business process management: A survey. Springer Berlin Heidelberg, 2003.
- Weske, Mathias. Business process management: concepts, languages, architectures. Springer, 2012.
- Van der Aalst, Wil en Mathias Weske "The P2P approach to interorganizational workflows." Advanced Information Systems Engineering. Springer Berlin Heidelberg, 2001.
- Van der Aalst, Wil, Mathias Weske, en Dolf Grünbauer. "Case handling: a new paradigm for business process support." Data & Knowledge Engineering 53.2 (2005): 129-162.
- Decker, G., Kopp, O., Leymann, F., & Weske, M. (2007, July). "BPEL4Chor: Extending BPEL for modeling choreographies". In Web Services, 2007. ICWS 2007. IEEE International Conference on (pp. 296–303). IEEE.